# Завичајни музеј Пљевља
Завичајни музеј Пљевља је музеј у Пљевљима, у Црној Гори. Музејска збирка почиње делима праисторијске уметности из I–IV века пре нове ере. Један од највећих музеја у Црној Гори, основан је 1952. године. Музејски фонд има преко 5.000 предмета, од којих је само мали број у сталној поставци, укључујући пљеваљску дијатрету или ликург пехар. Музеју је 2022. године додијељена награда за најбољу изложбу.

## Организација и делатност
Завичајни музеј Пљевља је музеј комплексног типа који делује кроз пет одељења:
- Археолошко одељење
- Етнолошко одељење
- Историјско одељење
- Културно-историјско одељење (са уметничком, нумизматичком, архивском збирком, збирком породице Пејатовић и збирком непокретних културних добара)
- Одељење са документационом, педагошком и административно-финансијском службом

## Археолошка истраживања
Музеј је организовао бројна теренска истраживања на територији Пљеваља, обухватајући скоро све епохе људске цивилизације – од средњег и горњег палеолита (старијег од 40.000 година), преко бронзаног и гвозденог доба, антике, средњег века до новије историје.
Посебно значајно налазиште је Медена стијена у кањону реке Ћехотине, које сведочи о насељености тог подручја током касног плеистоцена. Артефакти из најстаријих слојева имају сличности са налазима из Франкти пећине у Грчкој. Такође, у близини се налазе остаци античког града Municipium S из око 150. године пре нове ере, значајни за разумевање римске уметности и њене интерференције са локалним илирско-келтским наслеђем.

## Значајни експонати
Међу највреднијим експонатима налази се Пљеваљска дијатрета, стаклена чаша из IV века, позната и као Ликургов пехар. Поред ње, музеј поседује велики број предмета старог оружја, накита, текстила, грнчарије и рукописа, који сведоче о богатом културном наслеђу пљеваљског краја.

## Изложбе
Музеј редовно организује изложбе из сопствених збирки и у сарадњи са другим установама. Издвајају се:
- Из уметничке збирке Завичајног музеја Пљевља
- Пераст у Пљевљима
- Никола Тесла
- Споменичко наслеђе Бара
- Службено одело у Србији током 19. и 20. века

## Научна и издавачка делатност
Од 1999. године музеј организује годишње научне скупове мултидисциплинарног и мултикултуралног карактера, уз учешће научника из региона. Радови са ових скупова објављују се у часопису Гласник Завичајног музеја.
Међу значајним издањима издваја се фототипско и транскрибовано издање сатиричног рукописног листа из XIX века, који су креирали пљеваљски школарци у Београду. Такође, објављене су монографије као што су:
- Манастир св. Тројица Пљеваљска (др Сретен Петковић)
- Становништво пљеваљског краја (др Слободан Мишовић)
- Пљеваљска гимназија 1901–2001 (Милић Ф. Петровић)

## Заштита културне баштине
Музеј је од 1999. године носилац и реализатор пројекта обнове манастира Довоља, средњовековног споменика културе који је био у рушевинама од краја XIX века.

## Галерија
- Окована чаша
некрополис Комини II
4. век
- Појас
19. век